# Skollagrenisás
Skollagrenisás är en kulle i republiken Island. Den ligger i regionen Austurland, 300 km öster om huvudstaden Reykjavík. Toppen på Skollagrenisás är 638 meter över havet.
Trakten runt Skollagrenisás är nära nog obefolkad, med mindre än två invånare per kvadratkilometer. Det finns inga samhällen i närheten. Trakten runt Skollagrenisás består i huvudsak av gräsmarker.